# Ауд-Беєрланд
Ауд-Беєрланд (нід. Oud-Beijerland, нід. вимова: [ˌʌud ˈbɛiərlɑnt] ( прослухати)) — місто в нідерландській провінції Південна Голландія. Входить до муніципалітету Гуксе-Вард.
Його площа становить 19,61 км², а населення станом на 2021 рік складало 24 670 осіб.
Раніше мало статус окремого муніципалітету.

## Галерея

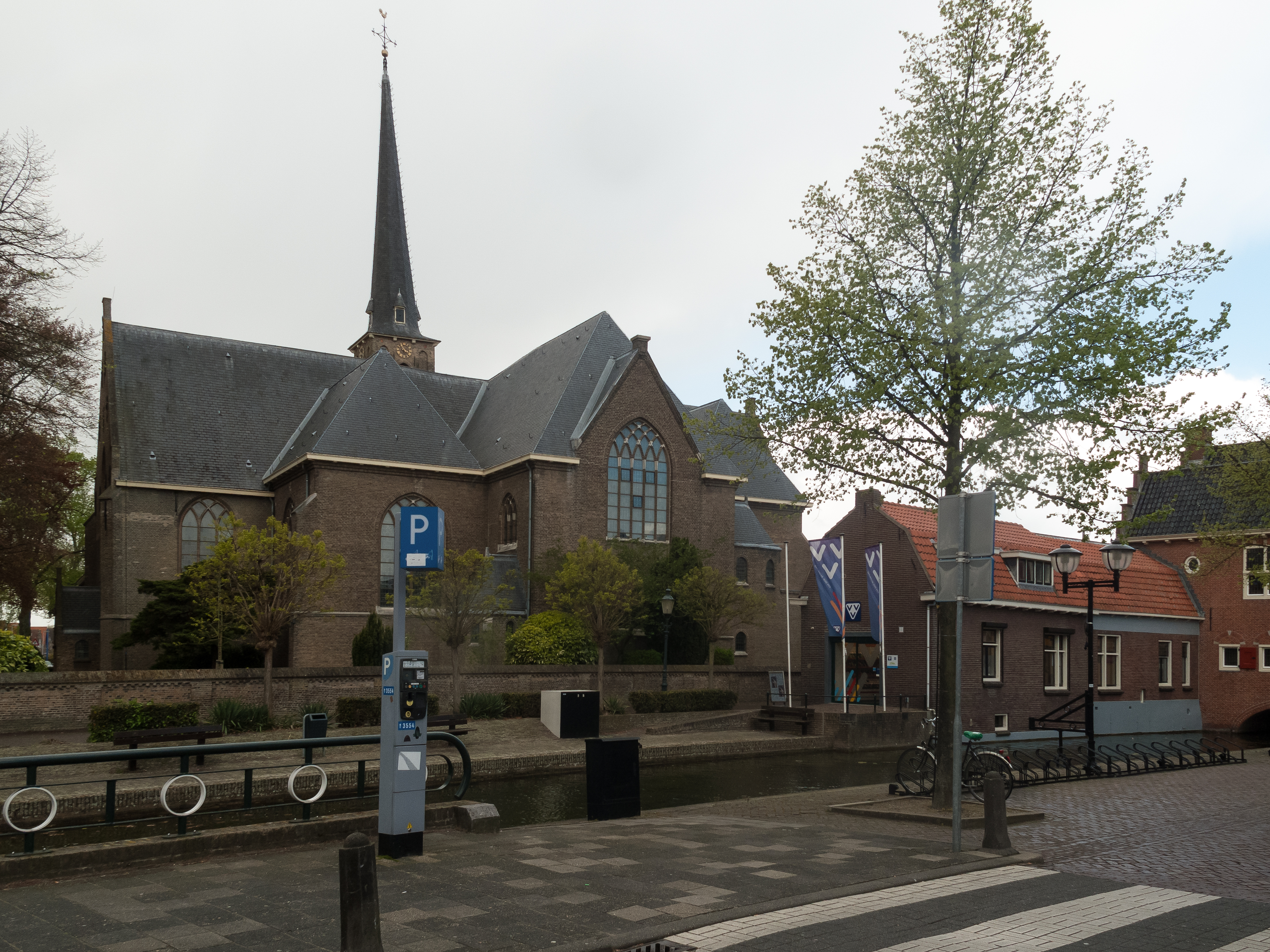
Міська церква
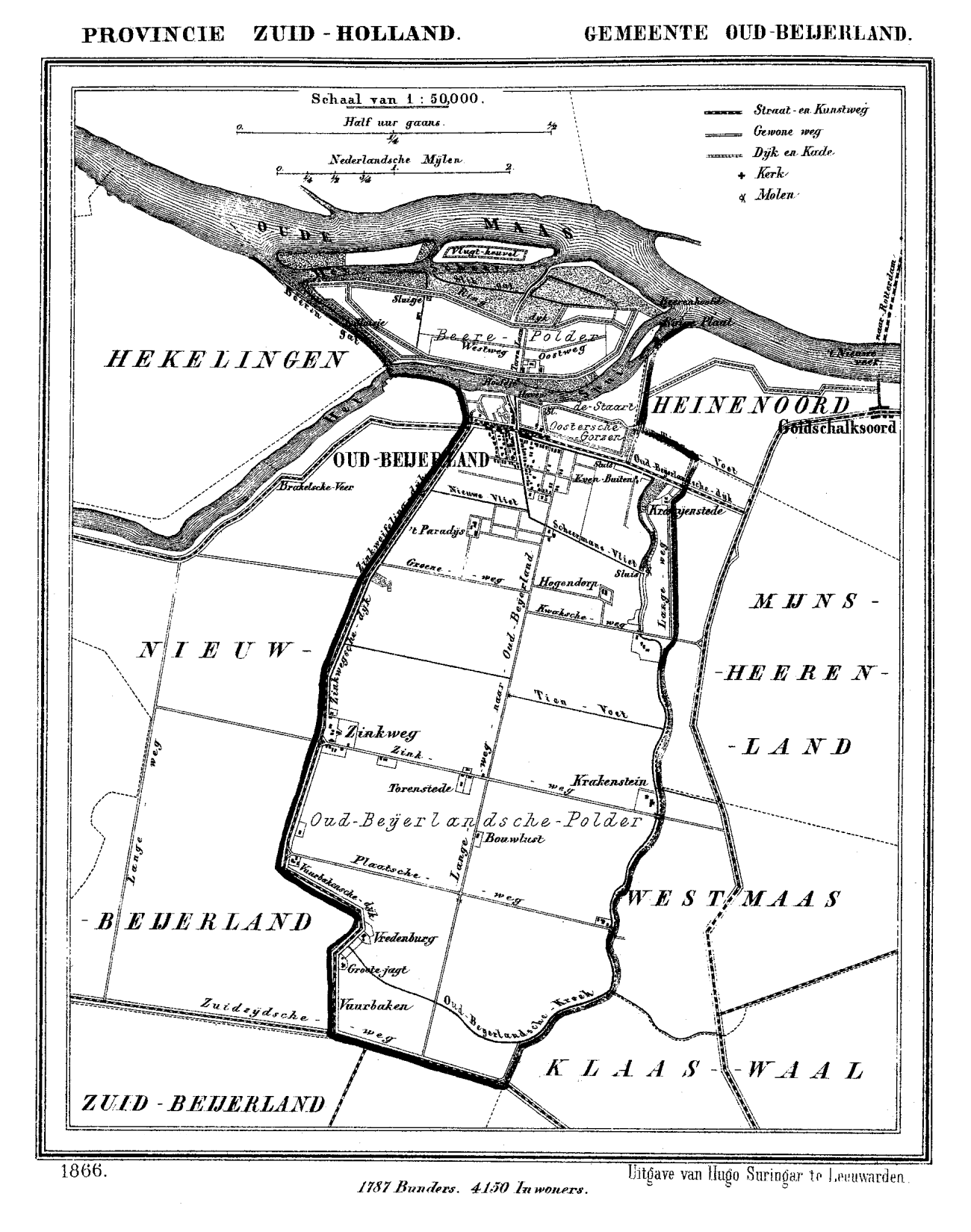
Історична мапа Ауд-Беєрланда (1866)